# Alvíss
Alvíss, też Alvis, Alwis - w mitologii nordyckiej wszechwiedzący karzeł, któremu przyrzeczono rękę Thrud, córki Thora w zamian za wykonanie wspaniałej zbroi. Thor, kiedy się o tym dowiedział, musiał się na to zgodzić - bogowie złożyli przyrzeczenie - ale postawił warunek. Całą noc zadawał mu pytania o nazwy rzeczy w językach z wszystkich dziewięciu krain. Pretekstem było sprawdzenie wiedzy karła, w rzeczywistości chciał przeciągnąć rozmowę do wschodu słońca. Gdy nadszedł świt, karzeł zamienił się w kamień.
Występuje w pieśni Alvíssmál (Pieśń Alvisa), fragmencie Eddy.